# Абрикосовское сельское поселение (Кировский район)
Абрикосовское се́льское поселе́ние (укр. Абрикосівське сільське поселення, крымскотат. Найман кой юрту, Nayman köy yurtu) — муниципальное образование в Кировском районе Республики Крым России, на северных склонах Внутренней гряды Крымских гор (гора Агармыш) в долине малой реки Кхоур-Джилга и балках ручьёв Токсан-Су и Субаш.
Административный центр — село Абрикосовка.

## История
В 1956 году был образован Абрикосовский сельский совет.
Сельское поселение образовано в соответствии с законом Республики Крым от 5 июня 2014 года.

## Население
| 2001  | 2014  | 2015  | 2016  | 2017  | 2018  | 2019  |
| ----- | ----- | ----- | ----- | ----- | ----- | ----- |
| 2692  | ↘2173 | ↗2177 | ↗2189 | ↘2172 | ↗2175 | ↗2185 |
| 2020  | 2021  |       |       |       |       |       |
| ↗2209 | ↗2273 |       |       |       |       |       |

## Состав сельского поселения
| № | Населённый пункт | Тип населённого пункта       | Население |
| - | ---------------- | ---------------------------- | --------- |
| 1 | Абрикосовка      | село, административный центр | ↘1079     |
| 2 | Бабенково        | село                         | ↘519      |
| 3 | Кринички         | село                         | ↘478      |
| 4 | Матросовка       | село                         | ↘97       |